# Bijsk
Bijsk (ros. Бийск) – miasto w azjatyckiej części Rosji, nad rzeką Biją. Jest drugim pod względem liczby mieszkańców miastem w Kraju Ałtajskim (po Barnaule). Według spisu z 2021 zamieszkane przez 198 433 osób.

## Historia
Osada założona w 1709. Prawa miejskie nadane w 1782.
Po 1939 roku do Bijska trafiło wielu Polaków przymusowo wywiezionych z Kresów Wschodnich. 4 czerwca 1942 zmarł tu Władysław Jaruzelski, ojciec Wojciecha. Został pochowany na miejscowym Cmentarzu Zarzecznym, gdzie od lat 80. XX wieku znajduje się jego nagrobek. Obok jest zbiorowy grób innych zesłanych Polaków, którzy zmarli w Bijsku.
Obecnie rozwinięty ośrodek przemysłowy m.in. fabryki broni, wytwórnie farb, lakierów, farmaceutyków.

## Wspólnoty wyznaniowe

### Eparchia bijska
Od 2015 miasto jest siedzibą prawosławnej eparchii bijskiej, której katedrą jest sobór Zaśnięcia Matki Bożej w Bijsku.

### Parafia Kościoła rzymskokatolickiego
Parafię zarejestrowano w 1997, a rok później została erygowana kanonicznie. Pierwszym proboszczem parafii jest polski ksiądz Andrzej Obuchowski. W 1999 zakupiono duży dom na cele kaplicy. W 2008 rozpoczęto budowę nowego kościoła. Kościół św. Jana Chrzciciela poświęcono 2 sierpnia 2014. Parafia jest siedzibą dekanatu ałtajskiego w diecezji nowosybirskiej.

## Gospodarka
W mieście rozwinął się przemysł spożywczy, maszynowy, chemiczny, włókienniczy, obuwniczy oraz drzewny.

## Demografia
- 1709 – 646
- 1782 – 2 400
- 1897 – 17 200
- 1914 – 27 000
- 2002 – 231 200
- 2004 – 229 412
- 2010 – 210 115
- 2019 – 200 629[5]
- 2021 – 198 433